# Consistório Ordinário Público de 1962
Em 19 de março de 1962, João XXIII realizou seu último consistório, criando dez novos cardeais. Os novos purpurados foram:

## Cardeais Eleitores
| Nº       | País                 | Nome                                   | Idade    | Cargo                                                                               | Título ou Diaconia                                                     |
| Cardeais | Cardeais             | Cardeais                               | Cardeais | Cardeais                                                                            | Cardeais                                                               |
| -------- | -------------------- | -------------------------------------- | -------- | ----------------------------------------------------------------------------------- | ---------------------------------------------------------------------- |
| 1        | Portugal             | José da Costa Nunes                    | 82       | patriarca ad personam emérito das Índias Orientais, vice-camerlengo da Santa Igreja | Cardeal-presbítero de Santa Priscila                                   |
| 2        | Itália               | Giovanni Panico                        | 66       | núncio apostólico em Portugal                                                       | Cardeal-presbítero de Santa Teresa no Corso d’Italia                   |
| 3        | Itália               | Ildebrando Antoniutti                  | 63       | núncio apostólico na Espanha                                                        | Cardeal-presbítero de São Sebastião nas Catacumbas                     |
| 4        | Itália               | Efrem Forni                            | 73       | núncio apostólico na Bélgica e internúncio em Luxemburgo                            | Cardeal-presbítero de Santa Cruz de Jerusalém                          |
| 5        | Peru                 | Juan Landázuri Ricketts, O.F.M.        | 48       | arcebispo de Lima                                                                   | Cardeal-presbítero de Santa Maria em Ara Coeli                         |
| 6        | Síria                | Gabriel Acacius Coussa, O.S.B.A.M.     | 64       | pró-secretário da S.C. para as Igrejas Orientais                                    | Cardeal-presbítero de Santo Atanásio                                   |
| 7        | Chile                | Raúl Silva Henríquez, S.D.B.           | 54       | arcebispo de Santiago do Chile                                                      | Cardeal-presbítero de São Bernardo nas Termas Dioclecianas             |
| 8        | Bélgica              | Leo-Jozef Suenens                      | 57       | arcebispo de Malinas-Bruxelas                                                       | Cardeal-presbítero de São Pedro Acorrentado                            |
| 9        | República da Irlanda | Michael Browne, O.P.                   | 74       | Mestre-geral da Ordem dos Pregadores                                                | Cardeal-diácono de São Paulo em Regola                                 |
| 10       | Espanha              | Joaquín Anselmo María Albareda, O.S.B. | 70       | prefeito da Biblioteca Vaticana                                                     | Cardeal-diácono de Santo Apolinário nas Termas Neronianas-Alexandrinas |

## Link Externo
- «Catholic Hierarchy» (em inglês)